# Welch Mountains
Welch Mountains är ett berg i Antarktis. Det ligger i Västantarktis. Argentina, Chile och Storbritannien gör anspråk på området. Toppen på Welch Mountains är 3 015 meter över havet.
Terrängen runt Welch Mountains är kuperad norrut, men söderut är den bergig. Welch Mountains är den högsta punkten i trakten. Trakten är obefolkad. Det finns inga samhällen i närheten. 